# آرثر هوغ
آرثر هوغ (20 يونيو 1877 في المملكة المتحدة - 21 أبريل 1956 في المملكة المتحدة)  (بالإنجليزية: Arthur Hogg)‏ هو لاعب كريكت بريطاني وبريطاني (وحمل سابقاً جنسية المملكة المتحدة لبريطانيا العظمى وأيرلندا). لعب مع نادي مقاطعة ديربيشاير للكريكت ‏.